# 摩艾石像

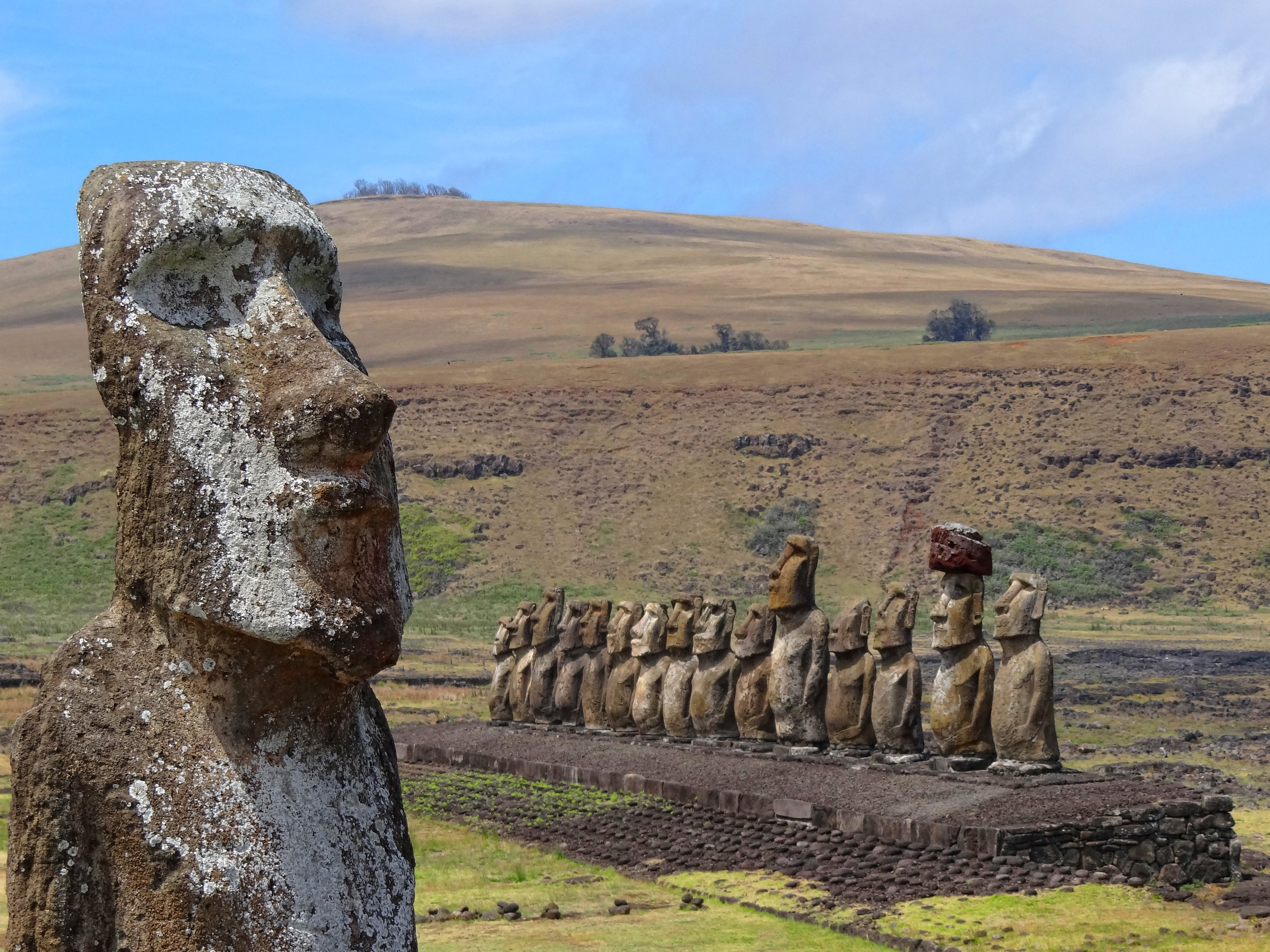
位於阿胡東加里奇內陸的摩艾石像，由智利考古學家克勞迪奧·克里斯蒂諾在1990年代修復。

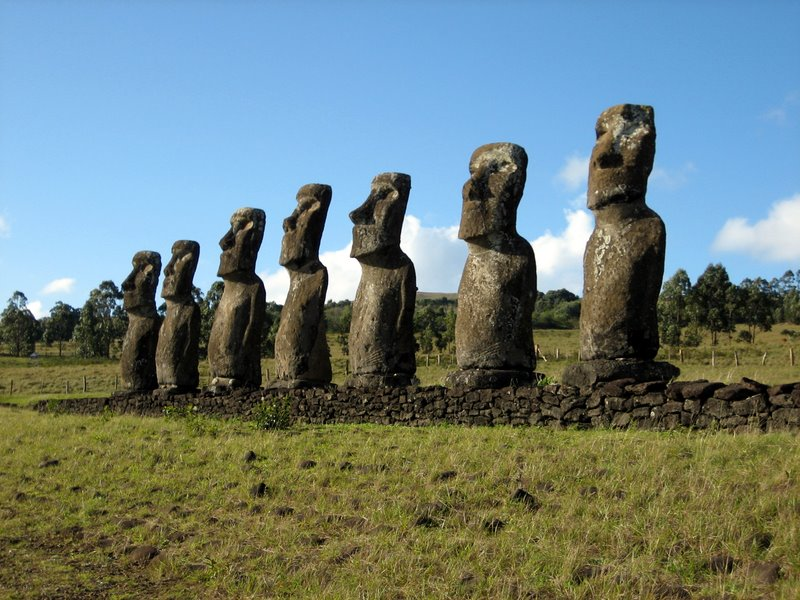
島上唯一面向海的七尊摩艾石像

摩艾石像（Moai，i/ˈmoʊ.aɪ/ ）是1250年至1500年間，由波利尼西亞東部復活節島上的拉帕努伊人雕刻、多數是一體成形的石像；多半摩艾石像只有頭，也有不少石像有肩膀、手臂、軀幹以及下半身，這些石像的其他部分現在逐漸被挖掘出來。摩艾石像的意義至今仍然不明，有不少關於這些石像成因的推論。目前復活節島共發現約900多尊摩艾石像，相近一半未完成的石像仍位於主要的拉諾拉拉庫（Rano Raraku）採石場，其他數百尊則被放置在島嶼的其他地區。當歐洲人首次訪問該島時，多數雕像仍佇立，之後多數摩艾石像則在18世紀末和19世紀初遭到推翻。摩艾石像的製作和搬運被認為是一項物理壯舉，目前島上最高的摩艾石像被稱為Paro，近10公尺高，重達82噸。

## 簡介

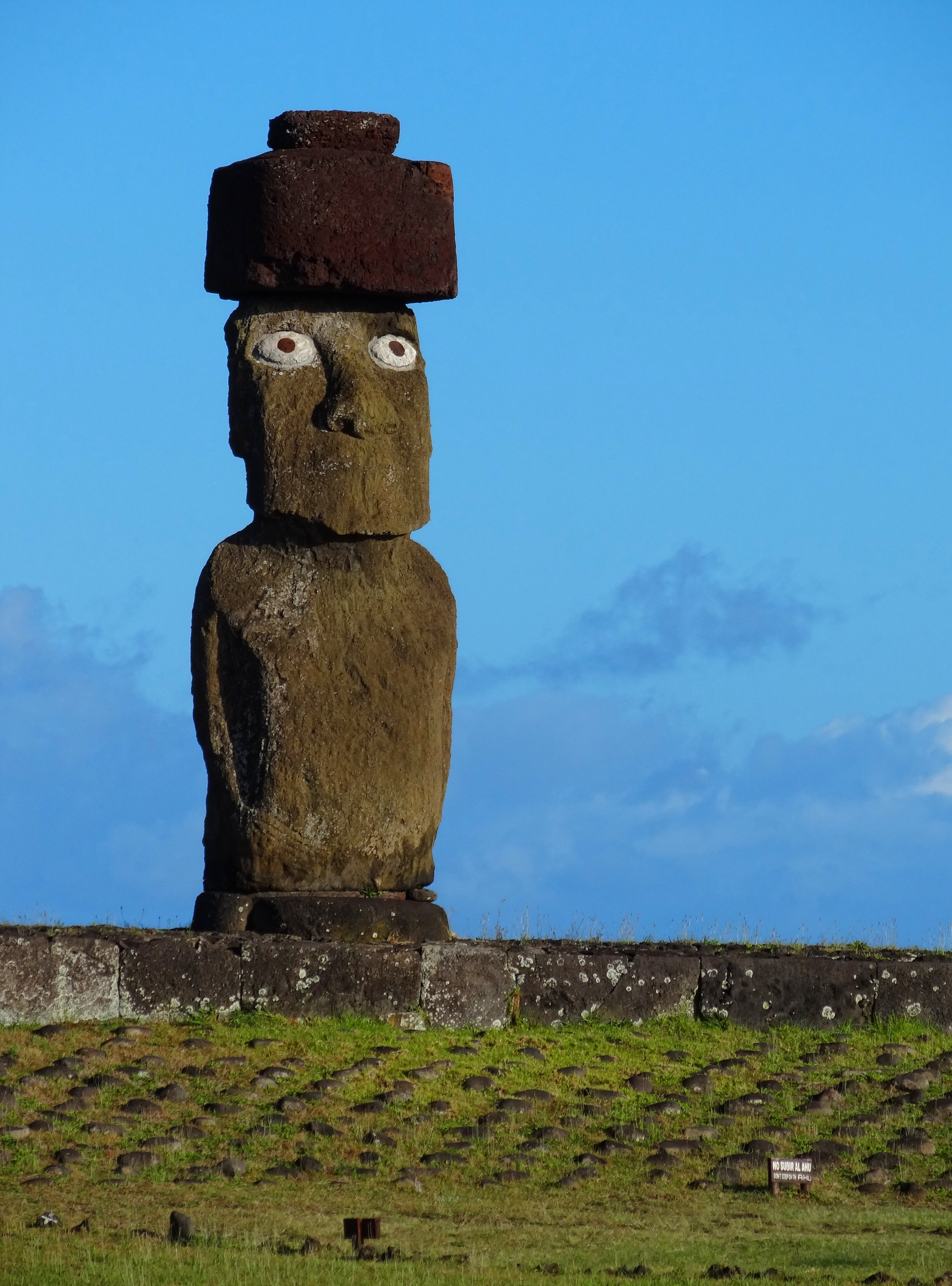
Ahu-Ko-Te-Riku是复活节岛上唯一一个镶有眼睛的摩艾石像

岛上早期的神话说有一位部落首领在寻找新的居住地时，最后找到复活节岛。他死后，岛就被他的儿子们分了。每个部落首领死后，总有一个摩艾石像竖立在他的坟墓。岛民们相信，这些雕像能捕获首领的灵力。他们相信把首领的灵力留在岛上会保佑这个岛风调雨顺。
1250年至1500年間，由波利尼西亞東部復活節島上的拉帕努伊人雕刻的石像，多數為一體成形，也就是說整體是從一塊大石頭刻出來的，但有時候石像頭上會加一塊普卡奧（Pukau）作帽子，一頂帽子可重達十數噸；多半摩艾石像只有頭，也有不少石像有肩膀，手臂還有軀幹和下半身，這些其他身體部分現在慢慢地被挖掘出來。摩艾石像的意義至今仍然不明，但是有不少關於這些石像成因的推論。
目前復活節島共發現約900多尊摩艾石像，相近一半未完成的石像仍位於主要的拉諾拉拉庫（Rano Raraku）採石場，數百尊被放置在島嶼的其他地區，幾乎所有的摩艾石像都有過大的頭部，且遙望的視角幾乎都朝向內陸，當歐洲人於1722年首次訪問該島時，大多數雕像仍然佇立，多數摩艾石像則在18世紀末和19世紀初遭到推翻，可能是由於與歐洲人接觸或部落內戰的結果。
摩艾石像的製作和搬運被認為是一項非凡的物理壯舉，目前島上最高的摩艾石像被稱為「Paro」，高度接近10公尺、重量達82噸。在拉諾拉拉庫豎立最重的摩艾石像，是一個較短、較矮的石像，重達86噸。此外，拉諾拉拉庫還有一件未完成的雕塑，完成後高度大約21公尺，重約145至160噸。

## 推論
最常見的推論指向一千多年前移住在島上的原住民，這些石像代表他們去世的祖先（像墓碑的作用一樣），或是當時的重要人物，或是代表家族地位的象徵。這些石像想必鑿起來要耗費鉅資，不僅是刻這些石像要花多年的功夫，而搬運到他們最後的目的地也很費勞力。目前為止到底還不知道這些石像當時是如何搬運的，但藉由證據並比較太平洋波利尼西亞部落運輸沉重原木的造船技術，猜測出當時可能用到木橇和滾輪，或是使用繩索讓石像「走」起來。但也因為大量木材的需求，使得島上的森林被砍伐耗盡。森林的耗盡使得生態受到破壞，也用來解釋爲什麼火山採石場會突然被遺棄，以及文明的突然衰落。

## 目前研究
一般認為石像是散亂隨機分布於島上，但紐約賓漢頓大學人類學家卡尔·利波（Carl Lipo）指出，其實石像位置和水源分布息息相關。利波和團隊集中研究東部93座18世紀前建成和分別置於高台的石像群，分析石像周邊地質數據，如土質、漁獲和水源等，嘗試找出共同點，結果發現「靠近高台的區域都是有地下淡水湧出的位置」，無論位於海岸、內陸還是低地都是如此，而沒有石像或高台的地方就沒有水源，分布原則十分一致。
復活節島上沒有固定溪流，而當時的人們沒有製造容器和引水的知識，所以利波相信他們會聚居在有水的地方，建石像為指引維護水源，圍繞石像而居，而非如過往理論所說是宗教祭祀的場地。
共有12個石像已從復活節島移走並運往世界各地，包括目前在巴黎盧浮宮和倫敦大英博物館展出的石像「失落的朋友」。

## Unicode字符
摩艾石像于2010年以绘文字的形式被编入Unicode，码位为U+1F5FF（🗿）。
该表情符号的统一码名为moyai，这是东京一座雕塑的名字，这尊雕塑的灵感来自摩艾石像，但外形与其并不相同（有头发，但摩艾石像没有），因此导致了在不同公司所制造的字体中对这一码位的不同表现。